# Peter Orlando
Pour les articles homonymes, voir Orlando.

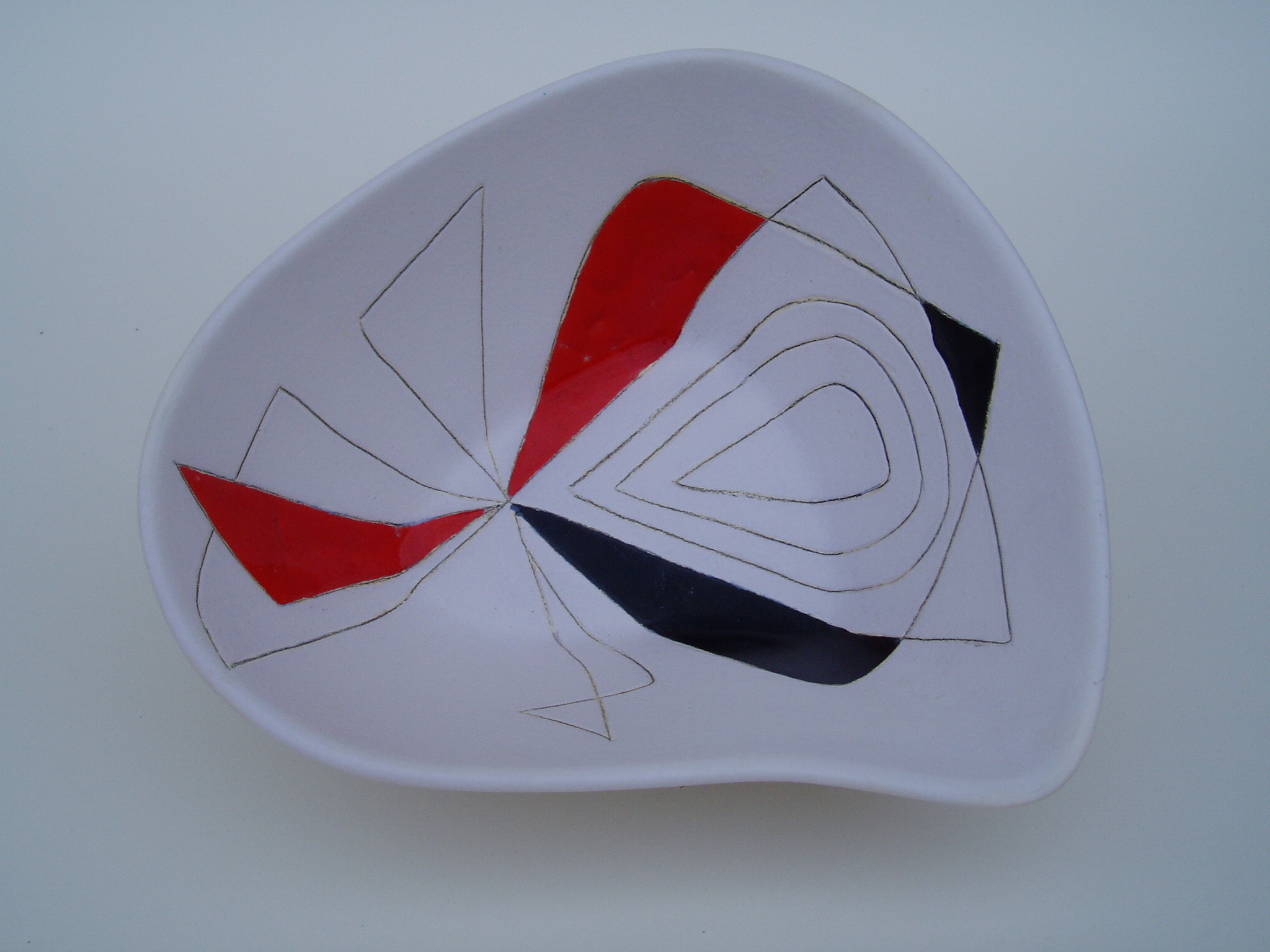
Saladier décor Peter Orlando

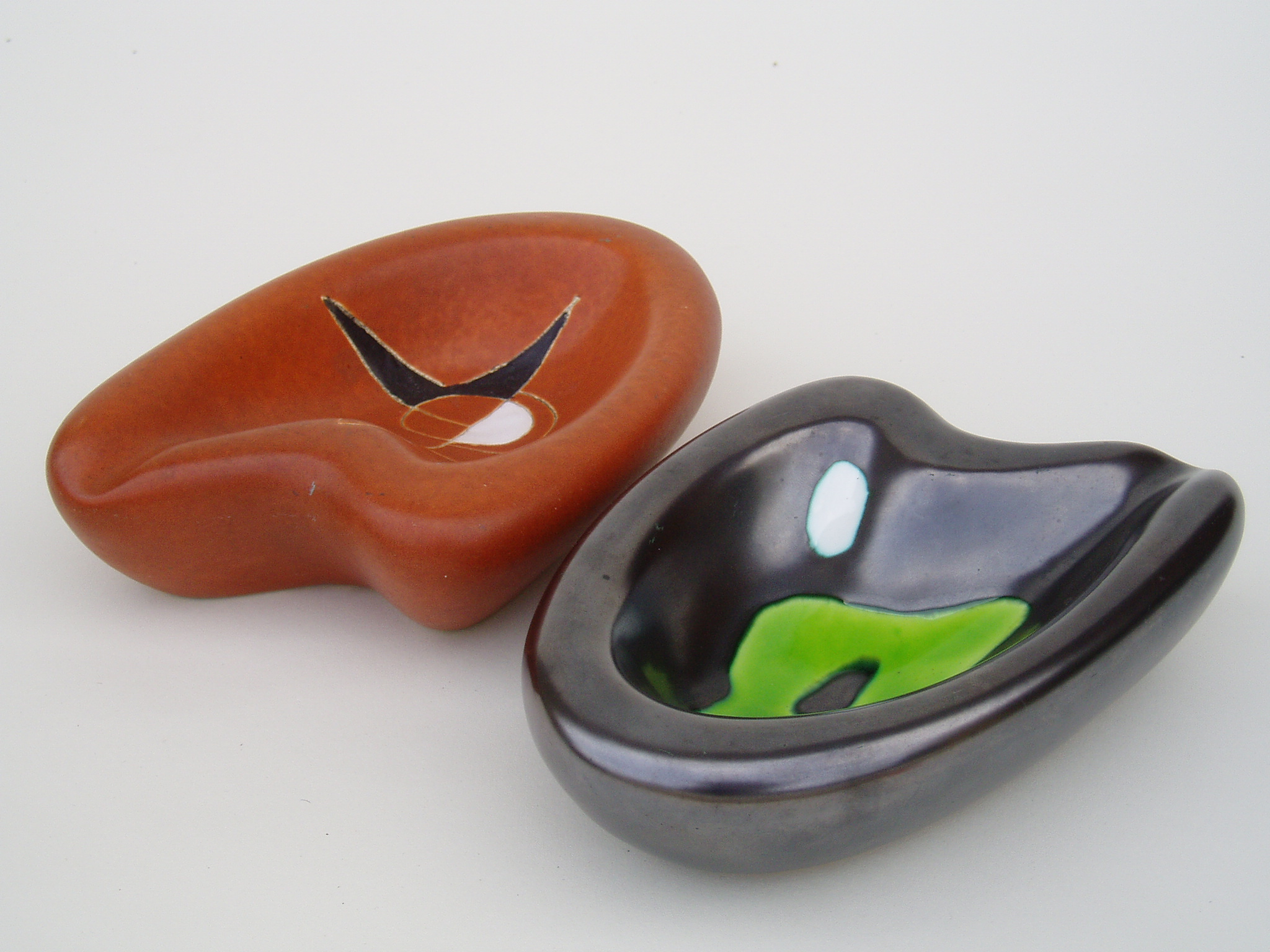
Deux cendriers Peter Orlando

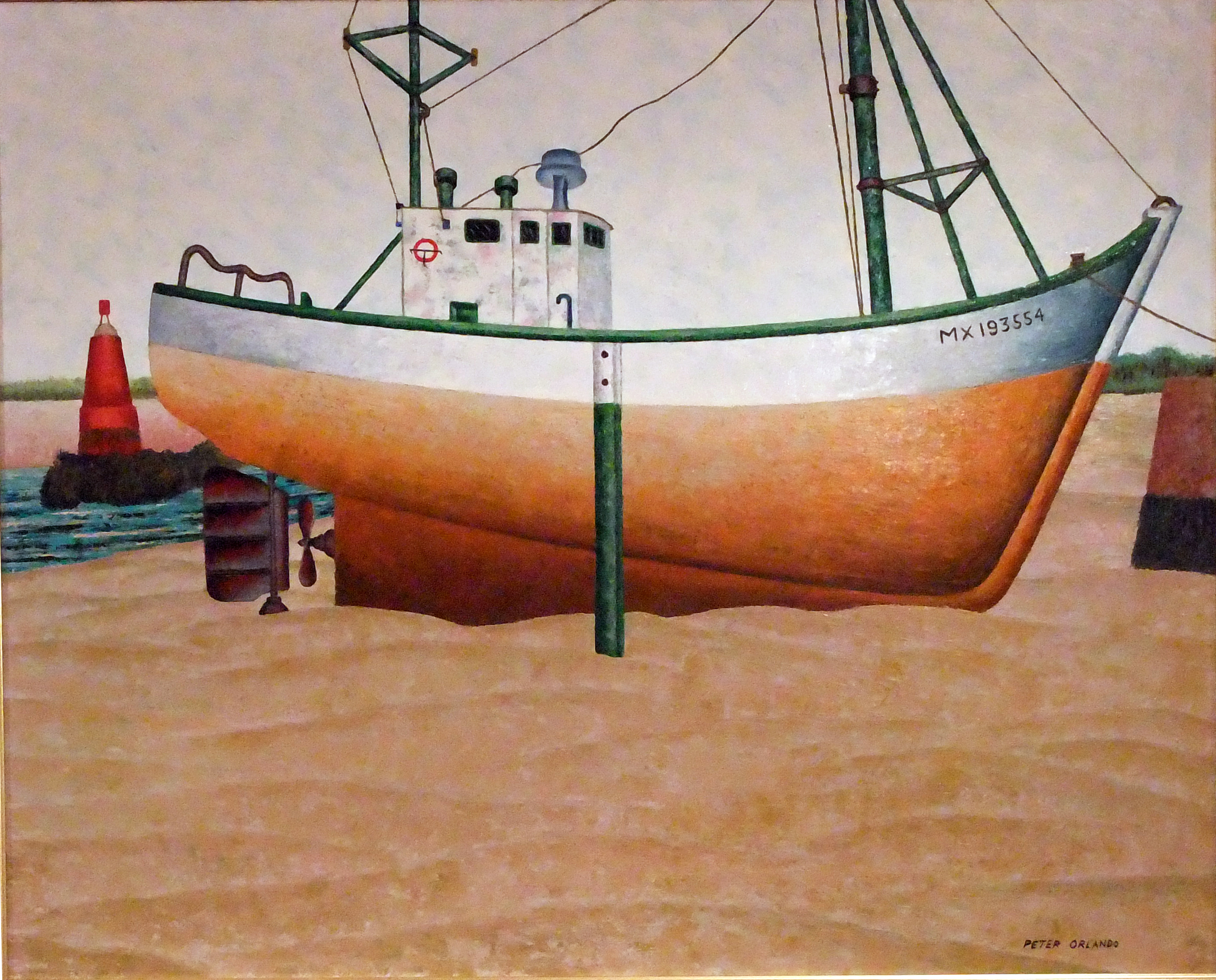
Bateau orange. Peinture de Peter Orlando

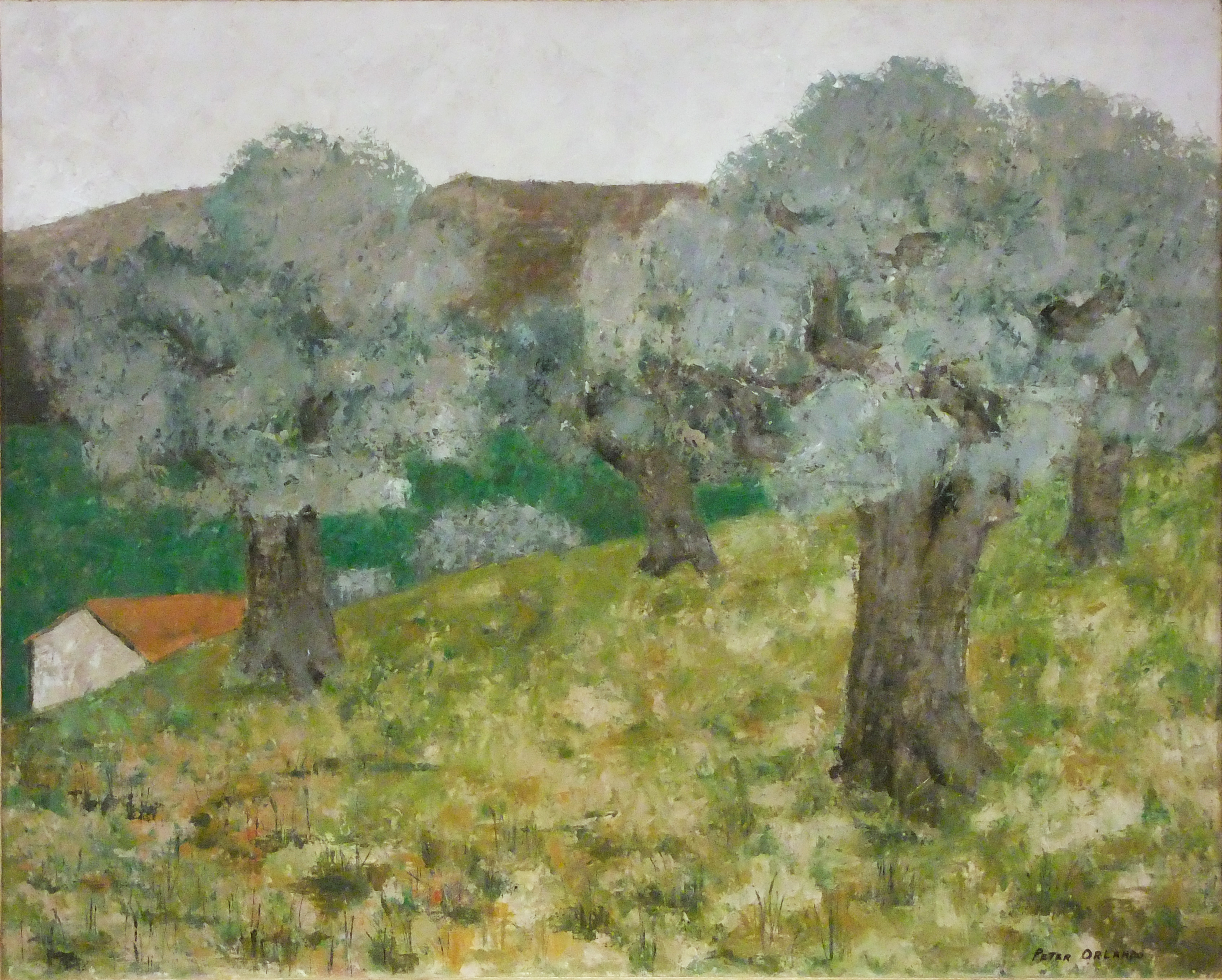
Les oliviers. Peinture de Peter Orlando

Peter Orlando, né le 2 novembre 1921 aux États-Unis, à Orange, New Jersey, et mort le 29 novembre 2009 à Saint-Céré (Lot), est un céramiste et artiste peintre américain.

## Biographie
Ses premières études de dessin sont menées aux États-Unis. En 1944, soldat, il débarque en France à Omaha Beach. Un an plus tard, il épouse une parisienne de son âge, Denise Delgoulet. Il retourne aux États-Unis en 1946.[réf. nécessaire]
En 1948, il est à nouveau en France, grâce à une bourse du gouvernement américain. Il est admis sur dossier aux Beaux-Arts de Paris. En 1950, il effectue un stage de poterie et céramique à la Manufacture nationale de Sèvres. En 1953, il ouvre un atelier de céramique à Paris, rue Beudant, à proximité de l'appartement du couple ; son expression est moderne et abstraite. Denise réalise la majorité des décors sur des formes créées par son mari. Les pièces de faïence, toujours décoratives, mais fonctionnelles (vases, plats, flacons, services à café, etc.) sont signées Peter Orlando, parfois Denise Orlando, Orlando ou Orla. Cette dernière signature correspond à une période pendant laquelle les artistes ont entrevu un débouché de diffusion commerciale à leur production. Simultanément, Peter poursuit ses travaux de peinture figurative.[réf. nécessaire]
En 1957, il expose deux toiles au Salon d'Automne de Paris. En 1958, il présente sa première exposition personnelle. En 1960, il ouvre un atelier de peinture en Normandie et présente des céramiques et toiles au Salon National des Beaux Arts. Puis de 1961 à 1982, se succèdent nombre d'expositions en galeries ou salons, autant en Europe qu'aux États-Unis.[réf. nécessaire]
En 1968, il ferme l'atelier de céramique ; la production, en faible quantité, a cependant marqué l'époque et les collectionneurs à venir par sa belle qualité, la pureté des lignes et la légèreté non dénuée de fantaisie des décors. Peter Orlando se consacre alors exclusivement à la peinture, dans son appartement-atelier de la rue Truffaut à Paris, ou dans la maison de Normandie.[réf. nécessaire]
En 1984, à la recherche de soleil, Denise et Peter font l'acquisition d'une belle maison du XVIIe siècle, à Saint-Céré dans le Lot. Nonobstant les importants travaux de rénovation de la maison, les expositions de peinture seront encore très fréquentes, surtout dans le sud-ouest de la France. La réputation locale de Peter Orlando ajoute une dimension humaine chaleureuse à la vie sociale du couple.[réf. nécessaire]
En 2003, naît un projet d'exposition publique des œuvres de Denise et Peter Orlando. Le couple fait une donation de tableaux de Peter et de céramiques de leur production, ainsi qu'un don en espèces pour l'achat d'une vieille grange dans la commune de Saint-Jean-Lespinasse, à proximité de Saint-Céré. La commune finance les travaux d'aménagement du bâtiment. L'Espace culturel Orlando, a ouvert ses portes le 6 juillet 2007. Sa vocation est de présenter au public un choix de céramiques de Peter et Denise, de tableaux de Peter Orlando, ainsi que proposer des animations artistiques et des créations contemporaines. L'Association Orlando gère le lieu et se fixe le but de renouveler chaque année les thèmes et les œuvres présentés lors des expositions.
Peter Orlando décède le 29 novembre 2009.  Denise restera attentive à la notoriété de l’œuvre de son époux, secondée en cela par l'association Orlando. Elle décède le 10 février 2017. Le couple repose au cimetière de Saint-Jean-Lespinasse, à côté d'Anatole de Monzie, dans une tombe dessinée par Denise, et ornée de la reproduction d'un des tableaux de Peter.